# Banque de la Guadeloupe
La Banque  de la Guadeloupe est une ancienne banque française privée créée par la loi du 11 juillet 1851 sur l’organisation des banques coloniales.
Elle a bénéficié du privilège d'émission des billets jusqu'en 1944 mais a continué de l'exercer jusqu'en 1952 pour compte et sous le contrôle de la caisse centrale de la France d'outre-mer, ancêtre de l'actuelle Agence française de développement.
Elle a  été fusionnée en 1967 avec la Banque de la Martinique pour créer la Banque des Antilles françaises (BDAF), qui appartient comme la Banque de la Réunion au Groupe BPCE.
Depuis septembre 2015, la BDAF est 100% filiale de La Caisse d'Epargne CEPAC.